# Le Retour à la terre
Pour le film documentaire, voir Le Retour à la terre (film).
Pour les articles homonymes, voir Retour à la terre.
Le Retour à la terre est une série de bande dessinée humoristique, dont le scénario est écrit par Jean-Yves Ferri, les dessins réalisés par Manu Larcenet et la couleur par Brigitte Findakly puis Dominique Thomas.

## Synopsis
La série décrit la vie du personnage Manu Larssinet (alter ego à peine voilé de Manu Larcenet), un dessinateur citadin qui s'est installé à la campagne avec sa compagne et son chat. Le scénario est écrit par Jean-Yves Ferri, Manu Larcenet l'illustre et dessine donc son propre personnage.
Les choses se compliquent encore quand, à l'intérieur même de la série, on voit Ferri lui-même venir rendre visite à Larssinet. Les personnages du Retour à la terre  travaillent en effet, dans l'album, à une série intitulée Le Retour à la terre.
Cette mise en abyme dessinateur/personnage principal est explicitée avec humour par les personnages eux-mêmes. Manu (T 2, p. 19) puis Mariette (T 2, p. 45) l'expliquent tour à tour : « Le Retour à la terre... C'est simple ! C'est Manu vu par Ferri mais dessiné par Manu sauf que quand Manu dessine, Manu change de style pour pas qu'on voie qu'il dessine comme lui... »
Manu Larssinet avoue d'ailleurs, dans la série, avoir du mal à comprendre cette mise en abyme inventée par Ferri et se plaint dans certains gags de ne pas savoir très bien qui il est par rapport au vrai Manu.
Les gags se présentent en une succession d'histoires courtes d'une demi-page chacun, parfois ponctuée d'une grande image.

## Résumé des albums

### La Vraie Vie(2002)
Manu, un dessinateur BD et sa compagne Mariette déménagent de Juvisy aux Ravenelles, un lieu fictif représentant la campagne française. Manu peine à s'habituer à la vie là-bas, et le déménagement cause des tensions dans le couple. On découvre dans cet album plusieurs personnages récurrents de la série, notamment Mme Mortemont, l'épicier Loupiot, le propriétaire M. Henri, l'ermite. Au fil de l'album, Manu se fait à la vie à la campagne et apparaît même apaisé lors de la fête qui se déroule dans les dernières pages. Mariette est aussi heureuse, et propose à Manu de faire un bébé.

### Les Projets(2003)
Le titre de l'album est une référence à la fin du tome précédent, où Manu et Mariette ont des projets divergents : Mariette veut un bébé tandis que Manu préférerait un potager. Leur différend est le fil rouge de cet album, où Mariette accuse régulièrement Manu d'être immature. On apprend que le père de Manu a quitté la maison alors que Manu était très jeune ; c'est une des raisons pour lesquelles Manu ne se sent pas prêt à être père. Un jour, le couple a la garde d'Ésope − le neveu du voisin M. Laguinche − pendant quelques jours, et cela change la vision de Manu sur la paternité.

### Le Vaste Monde(2005)
Il y a une ellipse entre le tome précédent et celui-ci, puisque cet album débute avec Mariette enceinte de plusieurs mois. L'histoire se concentre sur sa grossesse et les angoisses de Manu. Ce dernier se rend à un salon de la BD où il gagne un prix, puis est enrôlé par les chasseurs du village pour traquer un sanglier. Lors de cette traque, il se perd dans la neige, et pendant ce temps, Mariette accouche, aidée par Mme Mortemont. Le bébé est une fille et se prénomme Capucine.

### Le Déluge(2006)
Manu et Mariette découvrent les déboires d'être jeunes parents et notamment le manque de sommeil. En plus de ça, les deux rencontrent à nouveau d'anciens amours d'étudiant. Manu rencontre Cristina qui l'embrasse, et Mariette Ameyric, bien qu'il ne se passe supposément rien entre eux. Au bout du compte, ces rencontres sont bénéfiques et resserrent les liens du couple Manu-Mariette. La naissance de Capucine semble avoir changé Mariette qui décide de reprendre des études à la fac. Pendant ce temps un orage de plusieurs jours éclate et de violentes inondations ravagent les Ravenelles.

### Les Révolutions(2008)
Capucine a grandi, commence à parler et marcher. Manu découvre la vie d'homme au foyer à laquelle il met du temps à s'adapter. Cette nouvelle vie le pousse à essayer de nouvelles choses, comme le travail manuel (construction d'une chatière) ou un changement vestimentaire (un poncho). La politique prend une place plus importante dans cet album avec la campagne de M. Coquelot pour se faire ré-élire aux municipales, ce qu'il fait avec succès malgré une réunion publique désastreuse.

### Les Métamorphoses(2019)
Mariette est enceinte de son deuxième enfant, ce dont Manu ne s'est pas rendu compte alors qu'il travaille sur Plast, une BD sombre. Plast n'étant pas du goût de son éditeur Dargaud, celui-ci envoie Philippe, un des responsables de Manu, chez lui aux Ravenelles, pour lui proposer de reprendre Nasty Bonzo, un projet plus vendeur selon Dargaud. Ce voyage sera pour Philippe une sorte de rite initiatique. L'album se termine sur la naissance dans la forêt de Merlin, petit frère de Capucine, dont le parrain sera Philippe.

## Personnages

### Personnages principaux
- Manu Larssinet : le personnage principal, un dessinateur citadin qui part se mettre au vert.
- Mariette : la compagne de Manu.
- Capucine : fille de Mariette et de Manu, née à la fin du tome 3.
- Monsieur Henri : propriétaire de la maison de Manu et Mariette qui ne parle jamais, à l'exception d'un mot dans le tome 4.
- Jean-Yves Ferri : scénariste qui raffole des mises en abîme.
- Speed : chat de Manu qui ne s'exprime que par des « GRNX » et ne s'habitue jamais vraiment à la vie campagnarde.
- Tip Top : frère de Manu, citadin jusqu'au bout des ongles.
- Madame Mortemont : vieille voisine de Manu et Mariette, et marraine de Capucine.
- L'Ermite : ancien maire du village parti en retraite spirituelle dans les bois, depuis un redressement fiscal, et que Manu consulte comme psychanalyste.

### Personnages secondaires
- Les amis de Manu et Mariette : invités aux Ravenelles à l'occasion de grands événements (pendaison de crémaillère, naissance...).
- Les amis de Tip Top : ils passent parfois aux Ravenelles lorsqu'ils font une rave dans le secteur.
- Monsieur Laguinche : voisin de Manu et Mariette, qui possède un tracteur à chenilles.
- Ésope : neveu de Monsieur Laguinche, rend souvent visite à Manu et Mariette, a adopté une grive dans le tome 3.
- Georgia : copine de commérage de Madame Mortemont.
- Lulu : petite-nièce de Georgia, apparue dans le tome 6, copine de Capucine.
- Les parents de Mariette qui lui rendent visite peu avant la naissance de Capucine dans le tome 3.
- Le père de Manu, qu'il n'a que très peu connu et qui est mort dans une guérilla en Amérique du Sud, mais qu'il rencontre en rêve dans le tome 6.
- Les Atlantes : sorte de peuple d'hommes-poissons, peuplant les rêves apnéiques de Manu.
- Monsieur Coquelot : maire des Ravenelles, toujours accompagné de ses gardes du corps en période électorale.
- Monsieur Yacoub : instituteur stagiaire, opposant au maire dans le tome 5.
- Monsieur Loupiot : l'épicier du village, dur d'oreille, voyant à ses heures, en lutte contre l’implantation de l'hypermarché Krachdiscount dans le tome 5.
- La boulangère : jamais apparue dans la bande dessinée mais évoquée régulièrement dans les dialogues ; sa beauté est légendaire et sa simple évocation suffit à rendre Mariette jalouse et à faire s'enflammer le très placide Tip Top.
- Cristina Ignacio Tomata de Rosso y Penas del Fandango de la Cruz : la copine de Manu des arts appliqués à Paris, qui lui a rendu visite lors d'une absence de Mariette.
- Claude : patron des éditions Dargaud, qui éditent Manu (le vrai dirigeant des éditions étant Claude de Saint Vincent).
- Philippe : responsable marketing de Dargaud, qui va se trouver transformé dans le tome 6 à l'occasion de son voyage aux Ravenelles.

## Albums
- Le Retour à la Terre, Dargaud, coll. « Poisson Pilote » :

1. La Vraie Vie, 2002  (ISBN 2-205-05321-3)[1].
2. Les Projets, 2003  (ISBN 2-205-05476-7)[2].
3. Le Vaste Monde, 2005  (ISBN 2-205-05625-5)[3].
4. Le Déluge, 2006  (ISBN 2-205-05814-2).
5. Les Révolutions, 2008  (ISBN 978-2-205-06235-9).
6. Les Métamorphoses, 2019  (ISBN 978-2-205-06766-8)[4],[5].

- Le Retour à la Terre (intégrale), Dargaud, coll. « Poisson Pilote », 2006  (ISBN 2-205-05951-3). Reprend les trois premiers volumes dans un format à l'italienne.